# Сако (река)
Сако (англ. Saco River) — река в Новой Англии. Длина реки — 219 км. Площадь водосборного бассейна — 3350 км².
Истоки реки находятся на северо-востоке Нью-Гэмпшира в ущелье Белых гор, откуда река протекает в юго-восточном направлении, впадая в залив Мэн Атлантического океана в юго-западной части Мэна.
Воды Сако используется для питья и хозяйственных нужд более чем 250 тыс. человек.
Река также популярна и среди туристов, её пересекает Аппалачская тропа (пешеходный туризм), посещают каноисты. Летом на отдых к реке съезжаются от 3 до 7 тысяч человек.

## Галерея

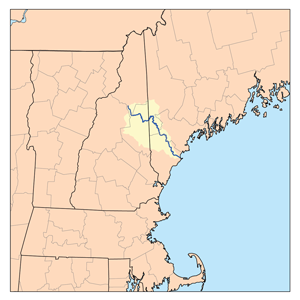
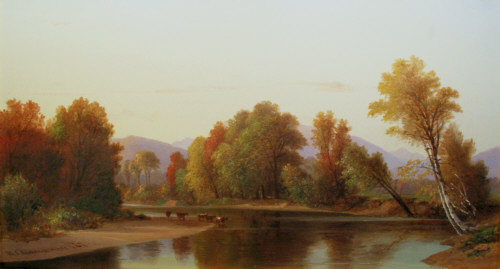
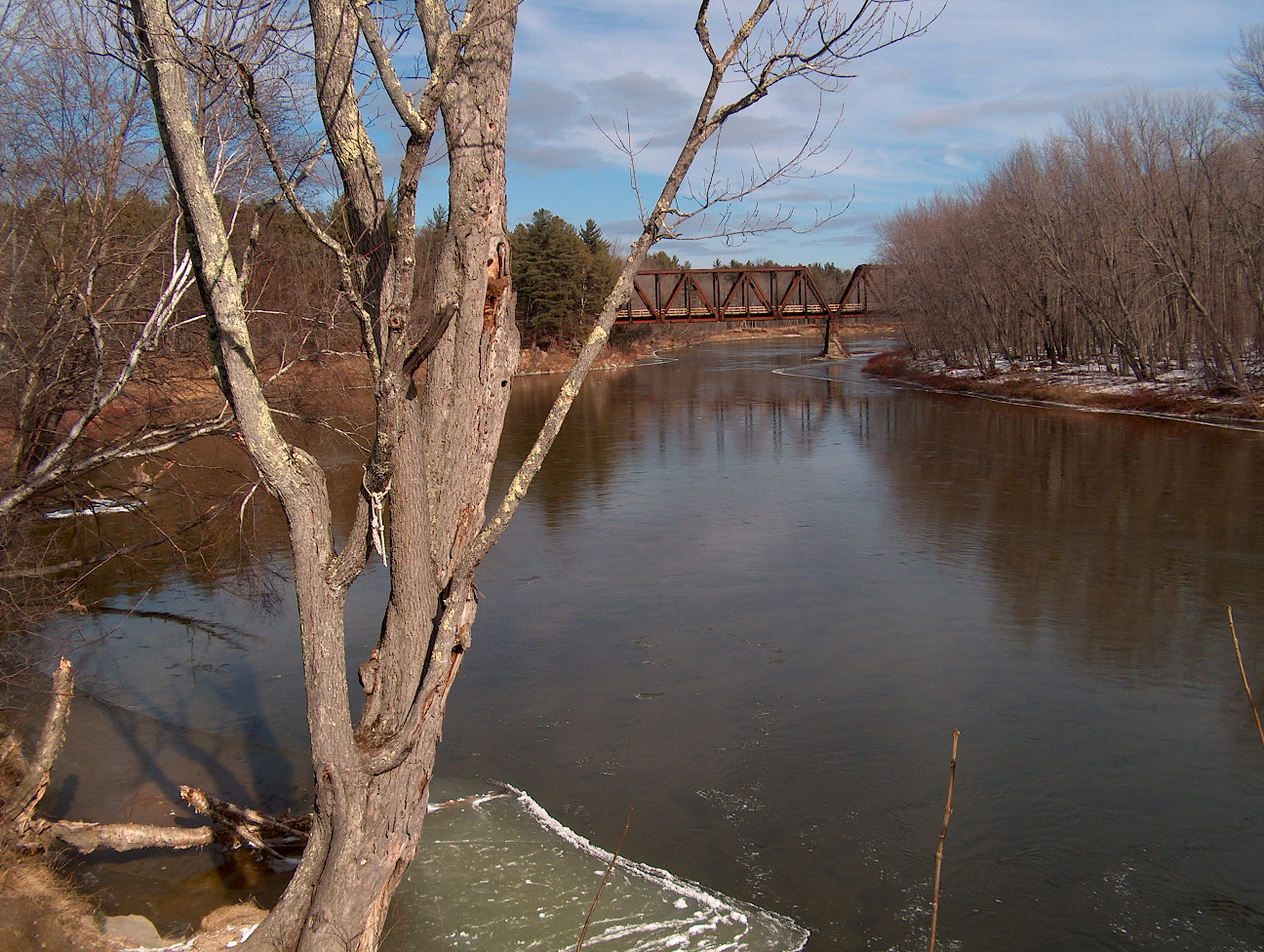
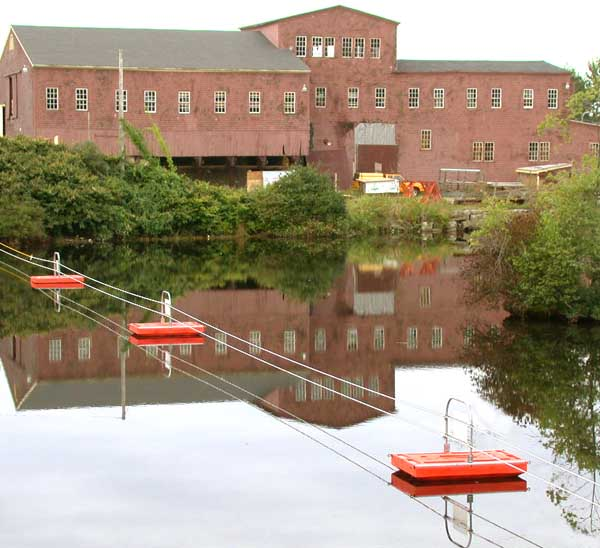